# إديديونغ أوديونغ
إديديونغ أوفونيم أوديونغ (ولد في 13 مارس 1997) هي عداءة بحرينية. فازت بسباق 200 متر في بطولة العالم للناشئين لألعاب القوى 2016 وتأهلت في هذا الحدث لدورة الألعاب الأولمبية الصيفية 2016.

## روابط خارجية
- إديديونغ أوديونغ على موقع الاتحاد الدولي لألعاب القوى (الإنجليزية)
- إديديونغ أوديونغ على موقع TFRRS.org (الإنجليزية)
- إديديونغ أوديونغ على موقع اللجنة الأولمبية الدولية (الإنجليزية)
- إديديونغ أوديونغ على موقع أوليمبيديا (الإنجليزية)